# Apobletes planisternus
Apobletes planisternus är en skalbaggsart som beskrevs av Lewis 1885. Apobletes planisternus ingår i släktet Apobletes och familjen stumpbaggar. Inga underarter finns listade i Catalogue of Life.